# Armadillo (film)
Armadillo är en dansk dokumentärfilm från 2010 av Janus Metz Pedersen som beskriver några danska soldaters deltagande i Afghanistankriget i provinsen Helmand i Afghanistan.
Filmen vann pris vid Filmfestivalen i Cannes år 2010.